# Campylopterus falcatus
Campylopterus falcatus е вид птица от семейство Колиброви (Trochilidae).

## Разпространение
Видът е разпространен във Венецуела, Еквадор и Колумбия.